# Chianni
Chianni – miejscowość i gmina we Włoszech, w regionie Toskania, w prowincji Piza.
Według danych na rok 2004 gminę zamieszkiwały 1563 osoby, 25,2 os./km².